# Hapalopsittaca amazonina
La cotorra montañera o lorito de cara oxidada (Hapalopsittaca amazonina) es una especie de ave de la familia de los loros que se encuentra en los Andes, en Colombia, Venezuela y Ecuador.

## Descripción
La frente y rostro de color rojo óxido, detrás se vuelve amarilla olivácea; el dorso verde, los hombros rojo oscuro; la parte inferior de las alas azules, pero las plumas bajo las alas, verde claro azulado; las plumas de vuelo negras a azul obscuras; la cola roja con punta de color azul. La garganta y el pecho de color amarillo mostaza a oliva, que se vuelve verde en el vientre y partes inferiores. la corona verde oliva. El pico es gris azulado. Mide en promedio 24 cm de longitud total.

## Hábitat
Vive en el bosque nuboso, con abundantes epífitas o matorrales adyacentes, entre los 2.000 y 3.000 m s. n. m., principalmente por encima de 2.500 m. Se alimenta generalmente en el dosel y come frutas, flores y semillas. Está amenazado por pérdida de hábitat.